# Gäubahntunnel
Der Gäubahntunnel ist ein Straßentunnel im Zuge der Bundesstraße 14 in Stuttgart. Er ist Bestandteil des Neubaus der Straße zwischen dem Schattenring und dem Südheimer Platz für die Nordumgehung des Stadtteils Stuttgart-Vaihingen. Der Tunnel unterquert im Sandstein die namensgebende Gäubahn und Nebengebäude des Rudolf-Sophien-Stifts. Geologisch befindet sich das Bauwerk in den Randhöhen des Stuttgarter Talkessels im Stubensandstein. Die Fertigstellung und Verkehrsfreigabe erfolgten im Oktober 2003.

## Bauliche Ausstattung
- Länge 306 und 291 m
- Durchfahrtshöhe 4,8 m
- 2 Röhren Profil RQ 12 T
- je 2 Fahrspuren à 3,75 m, Notgehwege à 1,0 m
- Betriebszentrale außenliegend im Portalbereich West

## Technische Ausstattung der Tunnelröhren
- Adaptationsbeleuchtung 112 cd/m², Tagbeleuchtung 3,0 cd/m², Nachtbeleuchtung 1,0 cd/m²
- Rückhaltebecken am Ostportal
- Verkehrsgeschwindigkeit: 80 km/h
- Ampelanlagen vor den Portalen
- Notrufsprechanlage vor den Portalen

## Technische Ausstattung der Betriebszentrale
- 10-kV-Mittelspannungsanlage mit einem 100-kVA-Trafo
- Niederspannungshauptverteilung, ein 100-kVA-Notstromdieselanschlussmöglichkeit
- USV-Anlage 15 kVA, 20/60 Minute
- Schaltanlage, Zentralsteuerung mit Aufschaltung des Viereichenhautunnels
- Telefonwählgerät für Störmeldeweiterleitungen